# Aloidendron
Genre
Aloidendron est un genre de plantes succulentes de la sous-famille des Asphodeloideae. Il a été séparé du genre beaucoup plus grand Aloe en 2013.

## Taxonomie
Des études phylogénétiques ont indiqué que plusieurs espèces qui étaient traditionnellement classées comme membres du genre Aloe étaient génétiquement distinctes et comprenaient un clade entièrement distinct. En 2013, l'espèce a donc été séparée en un genre distinct, Aloidendron, décision qui a été confirmée par Manning et al. en 2014.

## Espèces dans le genre
En octobre 2017, la World Checklist of Selected Plant Families classe dans la genre Aloidendron les espèces suivantes :
- Aloidendron barberae (Dyer) Klopper & Gideon F.Sm.
- Aloidendron dichotomum (Masson) Klopper & Gideon F.Sm.
- Aloidendron eminens (Reynolds & P.R.O.Bally) Klopper & Gideon F.Sm.
- Aloidendron pillansii (L.Guthrie) Klopper & Gideon F.Sm.
- Aloidendron ramosissimum (Pillans) Klopper & Gideon F.Sm.
- Aloidendron sabaeum (Schweinf.) Boatwr. & J.C.Manning
- Aloidendron tongaense (van Jaarsv.) Klopper & Gideon F.Sm.

## Liste d'espèces
Selon BioLib (25 décembre 2019) et Tropicos (25 décembre 2019) :
- Aloidendron barberae (Dyer) Klopper & Gideon F.Sm.
- Aloidendron dichotomum (Masson) Klopper & Gideon F.Sm.
- Aloidendron eminens (Reynolds & P.R.O.Bally) Klopper & Gideon F.Sm.
- Aloidendron pillansii (L.Guthrie) Klopper & Gideon F.Sm.
- Aloidendron ramosissimum (Pillans) Klopper & Gideon F.Sm.
- Aloidendron tongaense (Van Jaarsv.) Klopper & Gideon F.Sm.

Selon Catalogue of Life (25 décembre 2019), ITIS (25 décembre 2019) et World Checklist of Selected Plant Families (WCSP) (25 décembre 2019) :
- Aloidendron barberae (Dyer) Klopper & Gideon F.Sm. (2013)
- Aloidendron dichotomum (Masson) Klopper & Gideon F.Sm. (2013)
- Aloidendron eminens (Reynolds & P.R.O.Bally) Klopper & Gideon F.Sm. (2013)
- Aloidendron pillansii (L.Guthrie) Klopper & Gideon F.Sm. (2013)
- Aloidendron ramosissimum (Pillans) Klopper & Gideon F.Sm. (2013)
- Aloidendron sabaeum (Schweinf.) Boatwr. & J.C.Manning (2014)
- Aloidendron tongaense (van Jaarsv.) Klopper & Gideon F.Sm. (2013)